# Prvce
Prvce (makedonsky: Првце, albánsky: Përcë) je vysídlená vesnice v Severní Makedonii. Nachází se v opštině Tearce v Položském regionu.

## Geografie
Prve se nachází v oblasti Položská kotlina a leží v nadmořské výšce 1 040 metrů. Leží také na náhorní plošině pohoří Šar Planina.
Katastr vesnice je 7 km2.

## Historie
Podle osmanských sčítacích listin z let 1627/28 obývalo vesnici 17 nemuslimských rodin, konkrétně albánští katolíci. Ke konci 19. století se již jednalo o kompletně albánskou vesnici, kde žilo 70 obyvatel.

## Demografie
Podle sčítání lidu z roku 2021 ve vesnici již nikdo trvale nežije. V předchozím sčítání lidu v roce 2002 se zde k trvalému bydlišti hlásilo 27 obyvatel albánské národnosti.
| Rok          | 1900 | 1948 | 1953 | 1961 | 1971 | 1981 | 1991 | 2002 | 2021 |
| ------------ | ---- | ---- | ---- | ---- | ---- | ---- | ---- | ---- | ---- |
| Obyvatelstvo | 70   | 238  | 269  | 286  | 109  | 0    | 0    | 27   | 0    |